# Rodion Cămătaru
Rodion Cămătaru (Strehaia, 22 de junio de 1958) es un futbolista retirado rumano, que jugaba como delantero. Debutó en 1974 con el CS Universitatea Craiova y en 1986 fue traspasado al Dinamo de Bucarest, donde permaneció tres temporadas. Tras un breve paso por el Royal Charleroi SC belga, en 1990 recaló en el SC Heerenveen neerlandés, donde se retiró.
En su primera temporada con el Dinamo de Bucarest, Cămătaru anotó 44 goles en 33 partidos, con los que ganó la Bota de Oro de 1987. Sin embargo, su título estuvo marcado por presuntas irregularidades en la consecución de sus goles, y años después también se le entregó al segundo clasificado, el austriaco Anton Polster. En toda su carrera, ha ganado dos Ligas y cuatro Copas, todas ellas con el Universitatea.

## Biografía

### Inicios como futbolista
Debutó en las categorías inferiores del Progresul Strehaia, y con 16 años ingresó en las filas del FC Universitatea Craiova, miembro de la liga nacional rumana. Aunque en su temporada de debut jugó pocos partidos, a partir de 1975/76 se consolidó como titular.
En su paso por el Universitatea, Cămătaru destacó por su faceta goleadora. En la temporada 1980/81 ayudó a que su equipo ganara la Liga de Rumanía con 23 goles, segundo máximo artillero de ese año solo superado por Marin Radu con 28. En las siguientes campañas mantuvo un buen promedio de tantos, que ayudó a su club a mantenerse en los puestos altos de la clasificación año tras año. Con el equipo universitario, Rodion ganó dos ligas de Rumanía (1979/80 y 1980/81) y cuatro Copas de Rumanía (1977, 1978, 1981, 1983). Además, jugó con la selección rumana en la Eurocopa 1984.

### Bota de Oro en el Dinamo de Bucarest
Su éxito deportivo en el Universitatea llamó la atención del Dinamo de Bucarest, que le contrató en 1986 como una de sus estrellas para competir por el título. En esas fechas, el Dinamo estaba controlado por el Ministerio del Interior de Rumanía, y durante el tiempo que ese país estuvo gobernado por Nicolae Ceaușescu fue uno de los clubes más importantes.
En un tiempo en el que el fútbol rumano cosechaba sus mayores éxitos, Cămătaru logró en la temporada 1986/87 una cifra de 44 goles en 33 partidos, con los que fue máximo goleador de la liga y ganó la Bota de Oro de 1987. Sin embargo, el dato suscitó las sospechas de compañeros como Anton Polster, segundo máximo goleador europeo ese año, que se negó a recoger la Bota de Plata y denunció un fraude en la competición rumana. Según las estadísticas facilitadas por la federación rumana, Rodion había marcado 20 goles en los últimos seis partidos que jugó, mientras que su equipo solo consiguió una victoria y dos empates. Además, no se habían registrado las actas oficiales de esos encuentros.
En el resto de su tiempo con el Dinamo no logró acercarse al récord de 44 goles, aunque mantuvo un buen registro anotador en 1987/88 (17 tantos) y 1988/89 (15 goles). Gracias a ese promedio, pudo ir convocado para el Mundial de 1990 con Rumanía.
Cămătaru dejó de ser el único vencedor de la Bota de Oro en 1990, aunque pudo conservar el galardón. El organismo que otorga el premio pudo probar que la federación había falsificado las actas, por lo que el premio le fue otorgado también a Polster. No obstante, Cămătaru continua reconocido en Rumanía como el segundo máximo goleador en una temporada de la Liga I, superado solo por Dudu Georgescu, que anotó 47 goles en la temporada 1976/77.

### Paso por el fútbol europeo
A comienzos de la temporada 1989/90, fichó por el Royal Charleroi SC de Bélgica, y en su primera temporada marcó seis goles en 29 partidos, lejos de su promedio en la liga rumana. Aunque contó para una segunda campaña, en la que jugó cinco partidos, la entidad belga terminó traspasándolo en 1990 al SC Heerenveen de Países Bajos, donde permaneció tres temporadas hasta su retirada en 1993.
Una vez retirado, Cămătaru fue presidente del FC Universitatea Craiova entre 1994 y 1996, y después continuó dentro del club, en diferentes cargos. Entre 2004 y 2007 fue concejal en el Ayuntamiento de Craiova por el Partido Demócrata.

## Clubes
| Club                  | País         | Año       | Partidos | Goles |
| --------------------- | ------------ | --------- | -------- | ----- |
| Universitatea Craiova | Rumanía      | 1974-1986 | 288      | 122   |
| Dinamo de Bucarest    | Rumanía      | 1986-1989 | 89       | 76    |
| Royal Charleroi SC    | Bélgica      | 1989-1990 | 29       | 6     |
| SC Heerenveen         | Países Bajos | 1990-1993 | 71       | 26    |

## Palmarés

### Campeonatos nacionales
| Título          | Club                     | País    | Año     |
| --------------- | ------------------------ | ------- | ------- |
| Copa de Rumanía | FC Universitatea Craiova | Rumanía | 1977    |
| Copa de Rumanía | FC Universitatea Craiova | Rumanía | 1978    |
| Liga de Rumanía | FC Universitatea Craiova | Rumanía | 1979/80 |
| Liga de Rumanía | FC Universitatea Craiova | Rumanía | 1980/81 |
| Copa de Rumanía | FC Universitatea Craiova | Rumanía | 1981    |
| Copa de Rumanía | FC Universitatea Craiova | Rumanía | 1983    |

### Distinciones individuales
| Distinción                            | Año     |
| ------------------------------------- | ------- |
| Máximo goleador de la Liga de Rumanía | 1986/87 |
| Bota de Oro                           | 1987    |